# Eupolymnia nebulosa
Espèce
La Polymnie (Eupolymnia nebulosa) est une espèce de vers annélides marin sédentaire de la famille des térébellidés.

## Description
Pouvant mesurer jusqu'à 17 cm, ce ver annelé, rouge-orange à points blancs, produit un tube avec des graviers, des coquillages et autres débris autour de lui. Il est souvent caché à l'intérieur d'un trou, ou d'une éponge, et ainsi ne fait sortir que ses tentacules, à l'aspect de filaments, vers l'extérieur. C'est pourquoi il est rare de voir un individu entier.

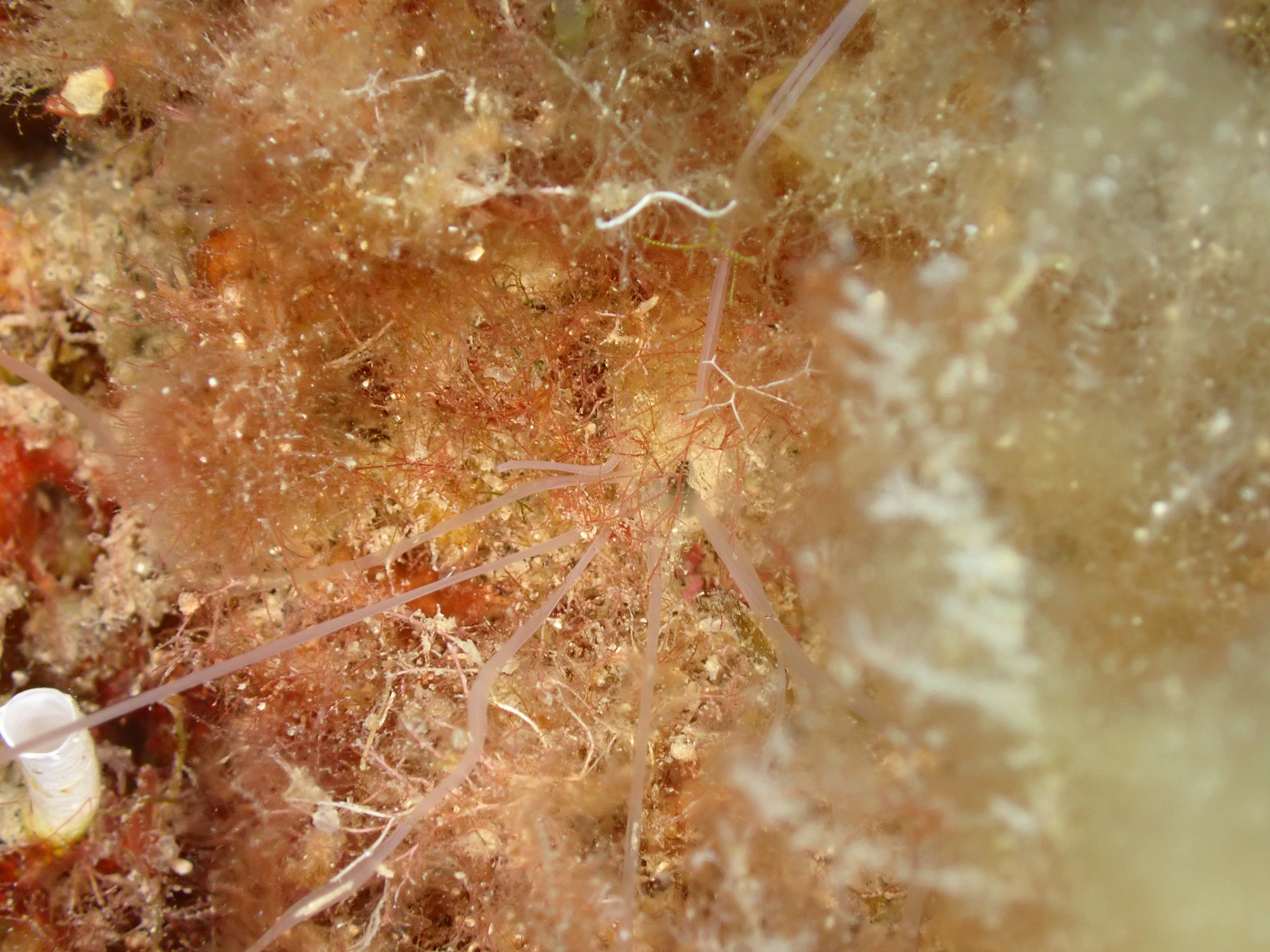
Caché dans un trou, seuls les tentacules sont visibles
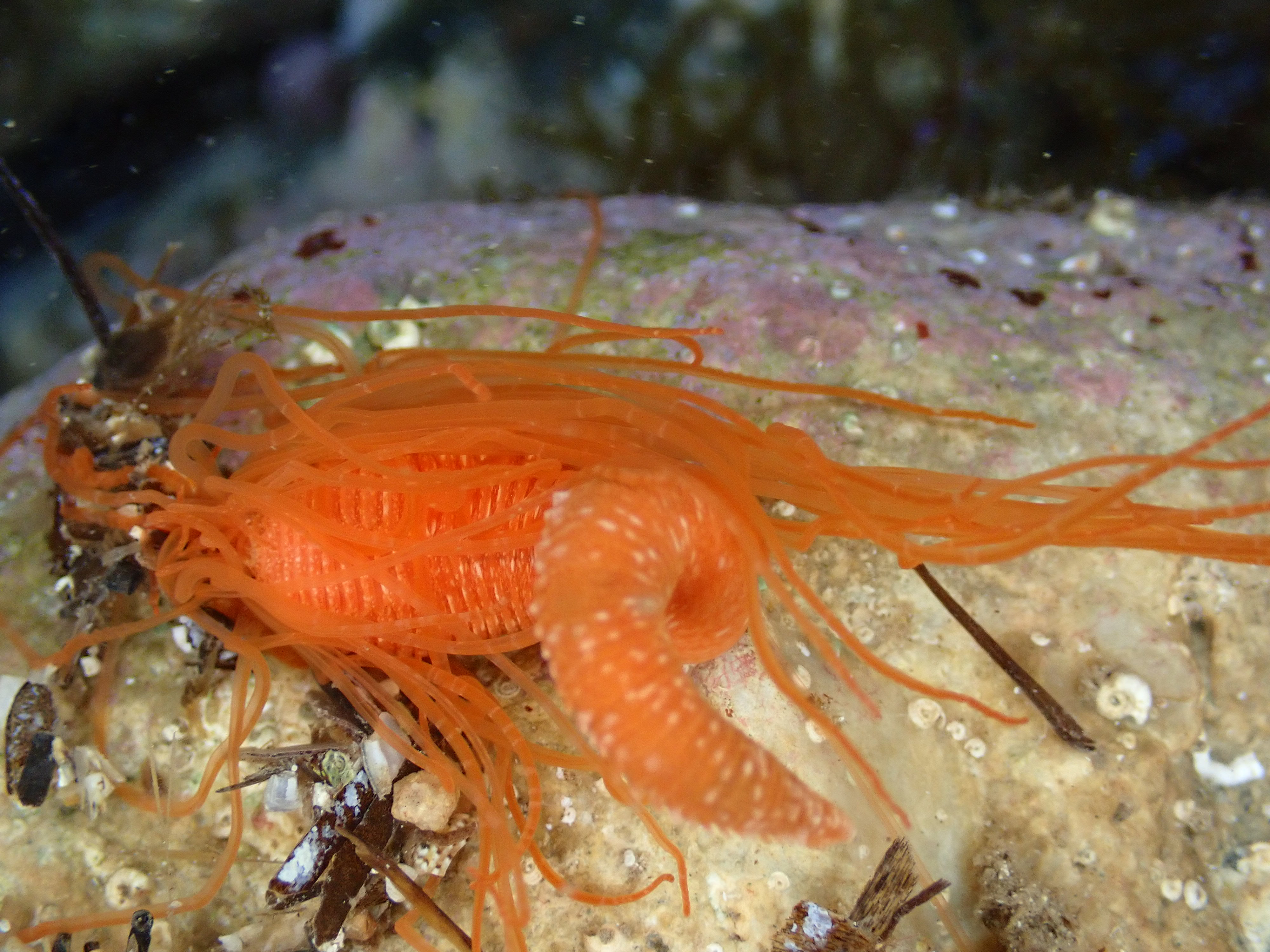
Individu hors de son tube

## Taxonomie
Le nom valide complet (avec auteur) de ce taxon est Eupolymnia nebulosa (Montagu, 1819).
Eupolymnia nebulosa a pour synonymes :
- Terebella tuberculata Dalyell, 1853